# Wspólnota administracyjna Pulsnitz
Wspólnota administracyjna Pulsnitz (niem. Verwaltungsgemeinschaft Pulsnitz) – wspólnota administracyjna w Niemczech, w kraju związkowym Saksonia, w okręgu administracyjnym Drezno, w powiecie Budziszyn. Siedziba wspólnoty znajduje się w mieście Pulsnitz.
Wspólnota administracyjna zrzesza jedną gminę miejską oraz cztery gminy wiejskie: 
- Großnaundorf
- Lichtenberg
- Ohorn
- Pulsnitz
- Steina